# Tiger (cerveza)
Tiger es una cerveza procedente de Singapur, elaborada por primera vez en 1932. La marca es el producto insignia del grupo cervecero Asia Pacific Breweries, subsidiaria de Heineken, fundada en el año anterior. Producida en ocho países en el mundo, la cerveza Tiger se vende en más de sesenta países de los cinco continentes y en particular es muy popular en Sudeste Asiático.
El buque insignia de la marca Tiger Beer ha participado en muchos concursos de bebidas alcohólicas y siempre ha sido galardonado por organizaciones de prestigio. En 2011, el instituto internacional para la calidad Monde Selection le otorgó el sello de calidad de Oro a la Tiger Beer como confirmación de la calidad constante en el tiempo de la marca.

## Tiger Beer en la música
En Vietnam, Tiger Beer organiza regularmente eventos musicales. El primer evento tuvo lugar en 2007 en tigermusic.com.vn. El evento tiene lugar todos los años
- Tiger remix 2017 en Vietnam
- Tiger remix 2018 en Vietnam
- Tiger remix 2019 en Vietnam
- Tiger remix 2020 en Vietnam[3]